# Štarnov
Štarnov (en allemand : Starnau) est une commune du district et de la région d'Olomouc, en République tchèque. Sa population s'élevait à 859 habitants en 2023.

## Géographie
Štarnov se trouve à 11 km au nord d'Olomouc, à 73 km à l'ouest-sud-ouest d'Ostrava et à 208 km à l'est-sud-est de Prague.
La commune est limitée par Lužice au nord, par Šternberk à l'est, par Bohuňovice à l'est et au sud, et par Olomouc et Štěpánov à l'ouest.

## Histoire
La première mention écrite de la localité date de 1269.

## Transports
Par la route, Štarnov se trouve à 6 km de Šternberk, à 13 km d'Olomouc et à 243 km de Prague.